# Alan Minter
Alan Minter (Penge, 17 agosto 1951 – Guildford, 9 settembre 2020) è stato un pugile britannico, campione del mondo (1980) ed europeo (1977 e 1978) dei pesi medi. In Italia è ricordato soprattutto per il tragico incontro sostenuto contro il pugile Angelo Jacopucci, a seguito del quale questi, sconfitto sul ring, morì per i traumi riportati.

## Biografia

### Carriera da dilettante
Vinse un bronzo olimpico alle Olimpiadi di Monaco 1972 nei pesi superwelter. Al primo turno mise KO Ford della Guyana. Al secondo sconfisse per verdetto unanime il sovietico Tregubov. Ai quarti di finale l'algerino Hamani (4-1). Dovette cedere in semifinale, con verdetto contrastato (3-2) al pugile di casa Dieter Kottysch, che poi vinse la medaglia d'oro.

### Carriera da professionista
Minter passò professionista subito dopo le Olimpiadi, nella categoria dei pesi medi. Conquistò il titolo nazionale britannico il 4 novembre 1975, battendo ai punti Kevin Finnegan. Lo mantenne battendo, sempre ai punti, prima Billy Knight e poi lo stesso Finnegan. 
Il 4 febbraio 1977 al Palasport di San Siro, Alan Minter sfidò il picchiatore italiano Germano Valsecchi, detentore del titolo europeo. Ma se il campione in carica poteva vantare 25 vittorie prima del limite su 40, Minter all'epoca ne contava 16 su 26. I pronostici, quindi, non vedevano una conclusione ai punti, anche se il britannico sembrava favorito. Minter, infatti, mise KO l'italiano alla quinta ripresa strappandogli la cintura continentale.
Nel 1977, dopo aver subito una sconfitta per ferita all'ottavo round dallo statunitense Ronnie Harris, batté ai punti l'anziano fuoriclasse Emile Griffith. 
Il 21 settembre 1977, a Milano, mise in palio il titolo europeo con Gratien Tonna. Alla sesta ripresa subì una severa ferita alla fronte. All'ottava l'arbitro interruppe il match attribuendo la vittoria per knock-out tecnico al franco-tunisino che gli strappò la cintura europea. 
Il match con Angelo Jacopucci ebbe luogo a Bellaria il 19 luglio 1978. Era in palio la cintura europea, lasciata vacante da Gratien Tonna. Alla 12ª ripresa, l'italiano abbassò improvvisamente la guardia, consentendo a Minter di colpirlo ripetutamente e duramente al volto. Jacopucci, alla mercé dell'avversario, non offriva più la minima resistenza. A quel punto ci sarebbero stati tutti i presupposti per una immediata interruzione del match. Ma né l'arbitro, né i secondi, né il medico a bordo ring lo ritennero opportuno. L'italiano finì al tappeto e fu sconfitto per ko.
Dopo il conto totale, tuttavia, Jacopucci si rialzò rassicurando tutti sulle sue condizioni, tanto che, poche ore dopo l'incontro, non volle sottrarsi alla cena di festeggiamento del neocampione d'Europa. Una volta tornato in albergo cadde improvvisamente in coma. Trasportato immediatamente all'ospedale "Bellaria" di Bologna, fu dichiarato morto per emorragia cerebrale la mattina del 22 luglio 1978, all'età di 29 anni.
Il 7 novembre 1978, all'Empire Pool di Londra, fu allestito un nuovo match tra Minter e Tonna. Il britannico batté l'avversario per abbandono al 6º round e mantenne la cintura continentale.
Dopo aver abbandonato la cintura europea, Minter fu designato a combattere contro Vito Antuofermo per il titolo mondiale WBC e WBA. Il 16 marzo 1980 a Las Vegas, Minter conquistò la cintura mondiale battendo l'italo-americano ai punti in 15 riprese ma con un verdetto contrastato e molto discusso (149-137 e 144-141 per Minter, 145-143 per Antuofermo). Un sondaggio tra i giornalisti a bordo ring, infatti, premiava l'italiano e il segretario esecutivo della Nevada State Athletic Commission diede del cieco al giudice che aveva visto ben 12 punti di differenza tra i due pugili.
Fu perciò allestita una successiva rivincita con Antuofermo a Londra che Minter vinse nuovamente, per KO all'ottavo round.
Il 27 settembre 1980, alla Wembley Arena di Londra, Minter fu costretto a mettere in palio il titolo mondiale contro il fuoriclasse Marvin Hagler, al quale Antuofermo aveva in precedenza strappato un discusso pari. Dopo avergli aperto una profonda ferita al sopracciglio già alla prima ripresa, lo statunitense batté Minter per KOT al 3º round diventando così finalmente campione del mondo dei pesi medi. 
La netta sconfitta in sole tre riprese segnò il definitivo declino di Alan Minter. Combatté un'ultima volta contro il connazionale Tony Sibson che, nel frattempo, si era impossessato del titolo europeo, ma fu sconfitto nuovamente per KOT alla terza ripresa.
Ha avuto un record da professionista di 49 incontri con 39 vittorie (23 prima del limite), 9 sconfitte e un no contest.

### Caratteristiche tecniche
Dotato di una buona tecnica e di un ottimo pugno, aveva nella fragilità delle arcate sopracciliari il suo punto debole.